# Coupray
Coupray ist eine französische Gemeinde mit 169 Einwohnern (Stand: 1. Januar 2022) im Département Haute-Marne in der Region Grand Est und gehört zum Arrondissement Chaumont sowie zum Kanton Châteauvillain. 

## Geographie
Coupray liegt etwa 20 Kilometer südwestlich von Chaumont am Aujon. Umgeben wird Coupray von den Nachbargemeinden Châteauvillain im Nordwesten und Norden, Cour-l’Évêque im Osten, Aubepierre-sur-Aube im Süden, Dancevoir im Südwesten sowie Latrecey-Ormoy-sur-Aube im Westen.
| Bevölkerungsentwicklung    | Bevölkerungsentwicklung | Bevölkerungsentwicklung | Bevölkerungsentwicklung | Bevölkerungsentwicklung | Bevölkerungsentwicklung | Bevölkerungsentwicklung | Bevölkerungsentwicklung | Bevölkerungsentwicklung |
| -------------------------- | ----------------------- | ----------------------- | ----------------------- | ----------------------- | ----------------------- | ----------------------- | ----------------------- | ----------------------- |
| Jahr                       | 1962                    | 1968                    | 1975                    | 1982                    | 1990                    | 1999                    | 2006                    | 2019                    |
| Einwohner                  | 138                     | 124                     | 121                     | 140                     | 131                     | 160                     | 181                     | 155                     |
| Quellen: Cassini und INSEE |                         |                         |                         |                         |                         |                         |                         |                         |

## Sehenswürdigkeiten

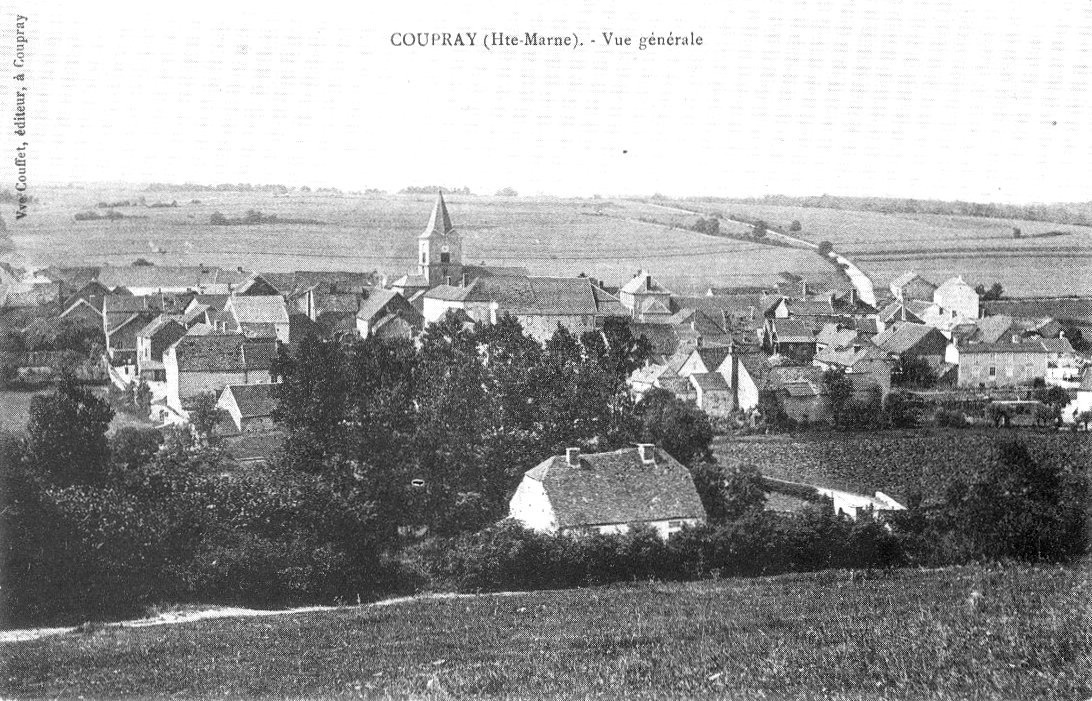
Alte Postkarte aus Coupray

- Kirche Saint-Vincent
- Kapelle Saint-Roch